# Greyhound (Lied)
Greyhound ist ein Lied der schwedischen Progressive-House-Band Swedish House Mafia. Der Song wurde am 12. März 2012 als dritte Single-Auskopplung aus dem Album Until Now veröffentlicht. Sie erschien als CD- und als Download und wurde einem der erfolgreichsten Tracks des Trios, bestehend aus Sebastian Ingrosso, Steve Angello und Axwell.

## Musikvideo
Das offizielle Musikvideo zu Greyhound wurde am 13. März 2012 erstmals auf YouTube hochgeladen. Das Video beginnt mit drei Gruppen, die jeweils mit Autos in eine Wüste fahren. Jede Gruppe hat eine Farbe (Blau, Gelb und Rot). Dann wird eine andere Szene gezeigt, in der Ingrosso, Angello und Axwell in einem unterirdischen Raum stehen. Jedem wird ein leuchtender Kopfhörer aufgesetzt. Sie machen alle dieselbe Bewegung vor den Ohren und aus der elektrischen Ladung ihrer Köpfe bildet sich eine farbige Blase um jeden herum. Ingrosso hat eine blaue, Angello eine rote und Axwell eine gelbe. Die Mitglieder der Swedish House Mafia sind mit drei ebenfalls farbigen Hunden verbunden. Die Leute in den Autos wetten jeweils für ihren Hund bei einem Rennen. Eine Frau legt ein schwebendes Kaninchen auf dem Boden, es bewegt sich und die drei Greyhound-Hunde beginnen, es zu jagen. Die Hunde bekämpfen sich teilweise gegenseitig und der Gelbe bringt den Blauen zum Fallen. Doch er bringt sich wieder ins Rennen. Zwischendurch werden immer wieder die drei DJs beim Steuern unter der Erde gezeigt. Am Ende des Rennens treten alle drei Hunde gleichzeitig ins Ziel und die Leute wissen nicht wer gewonnen hat. Alle wollen das Beweisfoto ergreifen, doch er wird vom Wind in die Wüste gepustet. Der Videocut dient der Werbung für Absolut Vodka.
Nach einem halben Jahr wurde es über eine Million Mal aufgerufen.

## Rezeption
Laidback Luke gab dem Song eine positive Bewertung und sagte zu Greyhound:
"Ich bin so stolz auf sie. Dies wird ein weiterer Dance-Chartstürmer für die Jungs der SHM."
Der niederländische Trance-Produzent Sander van Doorn kommentierte den Track ebenfalls. Er sagte:
"Ein weiterer Club-Hit von den Jungs, ich wünsche ihnen das Beste."

## Mitwirkende
Das Instrumentalstück enthält ein Sample des Audible Bootleg zu Time von Hans Zimmer. Ansonsten zählen Sebastian Ingrosso, Steve Angello und Axwell als Swedish House Mafia selber zu den Komponisten und produzierten ihn selber. Die EMI Group veröffentlichte Greyhound am 12. März 2012 als Einzel-Track auf iTunes.

## Remixe und Versionen
| #  | Version / Remix | Länge |
| -- | --------------- | ----- |
| 1. | Radio Edit      | 4:45  |
| 2. | Video Mix       | 2:44  |
| 3. | Extended Mix    | 6:51  |

## Kommerzieller Erfolg

### Chartplatzierungen
Greyhound zählt mit mehreren Top-20-Platzierungen zu den erfolgreichsten Singles der Swedish House Mafia. Mit Platz 11 ist sie in ihrer Heimat Schweden am erfolgreichsten und erreichte in Deutschland Platz 53, in Österreich 42 und in der Schweiz konnte sie den 33. Rang erreichen.
| ChartsChartplatzierungen     | Höchstplatzierung | Wochen |
| ---------------------------- | ----------------- | ------ |
| Deutschland (GfK)            | 53 (6 Wo.)        | 6      |
| Österreich (Ö3)              | 42 (4 Wo.)        | 4      |
| Schweden (GLF)               | 6 (67 Wo.)        | 67     |
| Schweiz (IFPI)               | 33 (5 Wo.)        | 5      |
| Vereinigtes Königreich (OCC) | 13 (35 Wo.)       | 35     |

| ChartsJahrescharts (2012)    | Platzierung |
| ---------------------------- | ----------- |
| Schweden (GLF)               | 11          |
| Vereinigtes Königreich (OCC) | 84          |

| ChartsJahrescharts (2013) | Platzierung |
| ------------------------- | ----------- |
| Schweden (GLF)            | 49          |

### Auszeichnungen für Musikverkäufe
| Land/Region                  | Auszeichnungen für Musikverkäufe (Land/Region, Auszeichnung, Verkäufe) | Verkäufe  |
| ---------------------------- | ---------------------------------------------------------------------- | --------- |
| Australien (ARIA)            | Gold                                                                   | 35.000    |
| Brasilien (PMB)              | Gold                                                                   | 30.000    |
| Kanada (MC)                  | Platin                                                                 | 80.000    |
| Schweden (IFPI)              | 7× Platin                                                              | 280.000   |
| Vereinigte Staaten (RIAA)    | Gold                                                                   | 500.000   |
| Vereinigtes Königreich (BPI) | Gold                                                                   | 400.000   |
| Insgesamt                    | 4× Gold · 8× Platin ·                                                  | 1.325.000 |

### Auszeichnungen für Musikstreaming
| Land/Region     | Auszeichnungen für Musikverkäufe (Land/Region, Auszeichnung, Verkäufe) | Verkäufe |
| --------------- | ---------------------------------------------------------------------- | -------- |
| Dänemark (IFPI) | Gold                                                                   | 900.000  |
| Insgesamt       | 1× Gold ·                                                              | 900.000  |